# Beleg van Zwolle
Het Beleg van Zwolle vond plaats in april 1524 en was onderdeel van de Gelderse Oorlogen. De hertog van Gelre, Karel, wilde Zwolle heroveren, dat voordien zijn gezag had aanvaard om hulp te krijgen in een oorlog tegen Kampen.

## Aanloop
Na enkele jaren schermutselingen met de Kampenaren en verslechterde verstandhouding met de omgeving - omdat de Zwollenaren door hun landsheer, de bisschop van Utrecht, af te zweren zich schuldig hadden gemaakt aan meineed - kwam de Zwolse handel stil te liggen. Vier jaar na hun buren binnen te hebben gehaald, waren de Geldersen niet meer zo geliefd en de steun voor de hertog brokkelde af. De Geldersgezinde stadsraad werd begin 1524 gezuiverd; slechts 5 van de 24 leden behielden hun zetel. De bisschop van Utrecht werd weer erkend als de wettige landsheer, de hertog van Gelre werd vervallen verklaard en Zwolle en Kampen legden hun geschil bij.

## Beleg
In een poging zijn macht te herkrijgen rukte Karel aan het hoofd van zijn leger op 4 maart 1524 op naar de stad en hield zijn intrede, waarop de Zwollenaren het valhek van de voorpoort van de Sassenpoort lieten vallen en de hertog gevangennamen. Na onder voorwaarden te zijn vrijgelaten, keerde hij op 5 april terug, om Zwolle te belegeren. Om te voorkomen dat het Gelderse leger zich kon verschansen buiten de stad, liet het stadsbestuur gebouwen buiten de stadsmuur platbranden. Er werden bressen geslagen in de noordelijke muur door 's hertogs geschut en een toren in de westelijke muur werd stukgeschoten. Maar later kwamen Kampener en Deventer soldaten de stad helpen, wat de inname bemoeilijkte. Het werd de hertog duidelijk dat de herovering van Zwolle nog lang kon duren, terwijl hij ook op veel andere plekken in de Nederlanden in strijd was verwikkeld; hij besloot overleg te plegen met de Hanzestad om de vijandelijkheden te staken.
Op 29 april tekenden Karel van Gelre en de Zwollenaren een verklaring dat hun tweedracht door tussenkomst van de andere hoofdsteden van Overijssel voorlopig beëindigd was.
1524: Beleg van Zwolle · 
1580: Zwols oproer · 
1606: Slag bij de Berkumerbrug
Huissen (1502) · Arnhem (1505) · Oldenzaal (1510) · IJsselstein (1511) · Venlo (1511) · Arnhem (1514) · Groningen (1514) · Zaltbommel (1515) · Sneek (1517) · Medemblik (1517) · Hasselt · Nijenbrugge · Steenwijk (1523) · Sloten (1523) · Zwolle (1524) · Utrecht · 's-Gravenhage (1528) · Harderwijk (1528) · Tiel (1528) · Heiligerlee (1536) · Sittard · Düren · Amersfoort (1543)· Gulik (1543) · Venlo (1543)